# Digital Audio Broadcasting
Digital Audio Broadcasting (DAB) – system cyfrowej radiofonii naziemnej.
Technika ta pozwala nadawać programy radiowe w formie cyfrowej, używana jest w 21 państwach, głównie w Europie. W Polsce korzysta z niej głównie Polskie Radio, posługując się nowoczesną wersją standardu (DAB+).

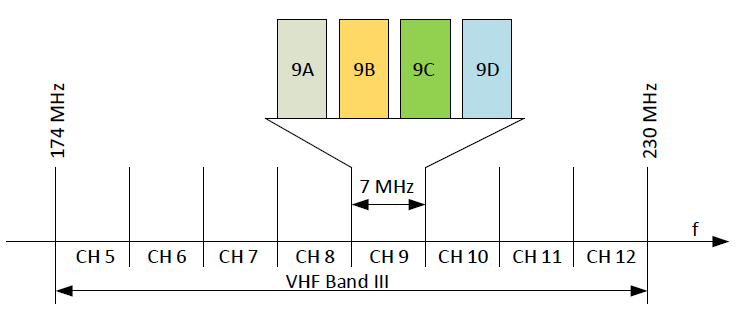
Rozkład kanałów DAB/DAB+ w paśmie III

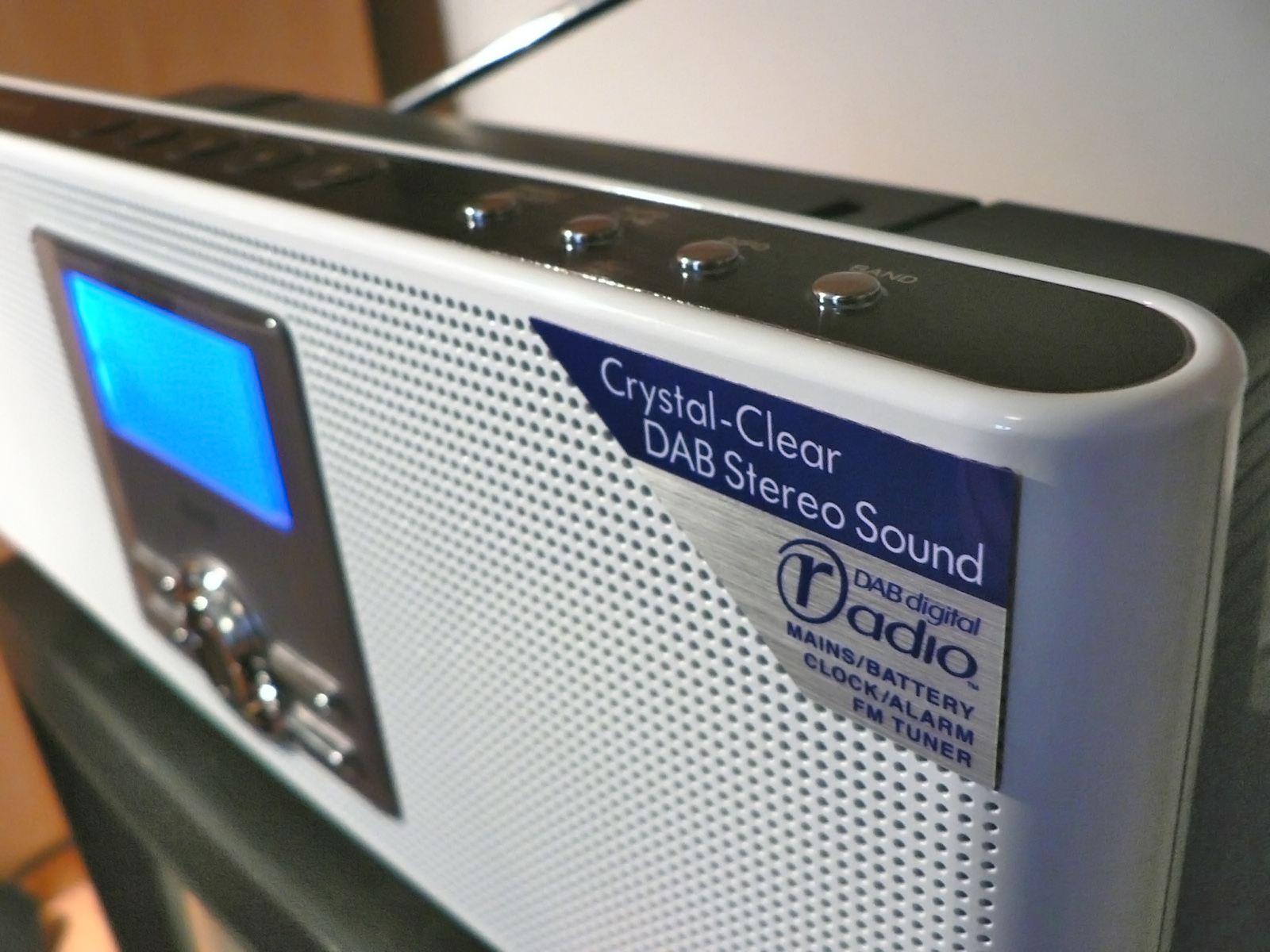
Radioodbiornik DAB

## Standardy DAB i DAB+
Pierwsze nadajniki DAB posługiwały się kodekiem MP2 (MPEG Audio Layer II), po pewnym czasie zadecydowano jednak o migracji do kodeka HE-AAC v2, powołując do życia DAB+. Radioodbiorniki DAB nie są kompatybilne z nowszym standardem kompresji dźwięku, natomiast radioodbiorniki DAB+ są kompatybilne z obydwoma kodekami.
Nowością w DAB+ jest również zaimplementowanie kodowania korekcyjnego Reeda–Solomona, dzięki któremu eliminowane są błędy w transmisji. Niektóre radioodbiorniki DAB można przystosować do odbioru DAB+ poprzez aktualizację ich oprogramowania, opisywane są wówczas jako upgradeable. Obecnie (stan na 2020 rok) w niektórych państwach (na przykład Wielkiej Brytanii) wykorzystywane są równocześnie oba standardy.
Cyfryzacja umożliwia emisję większej liczby programów, niższym kosztem, przy użyciu mniejszej liczby nadajników. Stosowany w DAB+ kodek HE-AAC v2 zapewnia lepszą jakość dźwięku niż inne rozwiązania używane do wydajnej kompresji nadawanego materiału. Potrzeba przepływności 300 kbps aby w transmisji nie dało się odczuć żadnych pogorszeń jakości (percepcyjnie transparentny system). Jeszcze przy przepływności 160 kbps jakość jest porównywalna ze zwykłą transmisją w standardzie FM, przy niższych wartościach jakość znacząco się pogarsza (w porównaniu z systemem FM). Żeby rywalizować z systemem FM wysokiej jakości należy użyć przepływności na poziomie 192 kbps, wtedy jakość dźwięku utrzymuje się na poziomie typowym, często występującym w eterze. Nawet przy 128 kbps dźwięk jest bliski oryginałowi. Przy niższych przepływnościach straty są już słyszalne, jakkolwiek dzięki funkcjonującym w ramach HE-AAC v2 technikom Spectral Band Replication oraz Parametric Stereo jakość dźwięku nadal może być wysoka. Nadawcy różnicują przepływność w zależności od profilu rozgłośni. Przykładowo w Polsce Program II Polskiego Radia zawierający programy z wrażliwą na jakość przekazu muzyką klasyczną posiada przepływność ustaloną na 128 kbps, a programy słowne takie jak Polskie Radio 24 czy Radio Poland wykorzystują 64 kbps. Odczytując te wartości należy mieć na uwadze, że przepływności deklarowane przez rozgłośnie w materiałach informacyjnych oraz wyświetlane na odbiornikach nie zawsze muszą odnosić się do przepływności samego dźwięku. Przykładowo, jeśli rozgłośnia deklaruje przepływność na poziomie maksymalnym w DAB+ (192 kbps) oznacza to, że przepływność audio wynosi nie więcej niż 175 kbps, a może być jeszcze niższa, jeśli stacja dołącza dane towarzyszące (Programme Associated Data) takie jak slajdy czy dużą ilość informacji tekstowych.

## Częstotliwości
Na mocy Specjalnego Porozumienia Wiesbaden 1995, a także późniejszych ustaleń społeczności międzynarodowej, uchwalono, że dla potrzeb naziemnego radia cyfrowego przeznacza się w Europie częstotliwości z zakresu 174–230 MHz. W kilku państwach (m.in. w Norwegii) radio cyfrowe zajmuje dodatkowo częstotliwości 230–240 MHz. Europejskim nadawcom można również przyznawać prawo do korzystania z części pasma L (1452–1492 MHz), jednakże rzadko się to praktykuje.

## Historia wdrażania
Profesjonalne odbiorniki DAB produkowano już w połowie lat 90., natomiast modele konsumenckie pojawiły się na rynku latem 1998 roku. Radioodbiorniki domowego użytku w wersji unowocześnionej (DAB+) zaczęto sprzedawać pod koniec roku 2007. W 2016 roku pojawił się pierwszy smartfon obsługujący DAB+: LG Stylus 2.
Technologia Digital Audio Broadcasting nie wyparła w większości krajów analogowych transmisji FM. Choć jest dostępna na obszarze zamieszkiwanym przez ponad pół miliarda osób, to liczbę zakupionych radioodbiorników DAB/DAB+ oszacowano na ponad 30 milionów (dane z 2014 roku). W Europie odnotowuje się jednak znaczne postępy w budowie infrastruktury DAB+, wobec czego w kilku krajach opracowano plany rezygnacji z radia analogowego, a Norwegia wyłączyła analogowe nadajniki FM w 2017 roku. Szwajcaria może przeprowadzić wyłączenia w latach 2020–2024, Szwecja w 2022 lub 2024 roku. W popularyzacji naziemnej radiofonii cyfrowej mogą pomóc działania producentów samochodów – niektórzy z nich oferują radioodbiorniki DAB/DAB+ jako standardowe wyposażenie auta. W przeciwieństwie do cyfryzacji telewizji, Unia Europejska nie wymogła na krajach członkowskich wyłączenia sygnału analogowego czy uruchomienia radia cyfrowego, niewykluczone jednak, że w przyszłości zostanie podjęta unijna decyzja dotycząca cyfryzacji radia – w 2015 roku o wsparcie dla tego procesu zabiegała w Komisji Europejskiej organizacja WorldDMB, promująca wdrażanie DAB/DAB+. Wciąż, w niektórych krajach Unii (na przykład Portugalii) w ogóle nie prowadzi się testów tego systemu.

## Sprzęt i oprogramowanie DAB/DAB+
Sprzęt nadawczy produkuje wiele różnych firm, m.in. Rohde & Schwarz, Plisch, Harris, Electrolink, NEC Corporation. Oprócz profesjonalnych komercyjnych nadajników i radioodbiorników DAB/DAB+ funkcjonują również udokumentowane sprzętowe i programowe rozwiązania open source, pozwalające niezależnym informatykom samodzielnie konstruować urządzenia DAB/DAB+ dla rozgłośni i użytkowników domowych. O ich rozwój dba m.in. szwajcarska organizacja non-profit Opendigitalradio.
W 2013 roku wygasły europejskie prawa patentowe do technologii DAB, nadal chronione są patenty stosowane w DAB+. Osoba lub firma konstruująca sprzęt lub oprogramowanie musi pamiętać m.in. o wniesieniu opłaty licencyjnej za kodek.

## Krytyka systemu
Choć stosowany w DAB+ kodek HE-AAC v2 zapewnia lepszą jakość dźwięku niż inne rozwiązania używane do wydajnej kompresji nadawanego materiału, to wielu nadawców emituje swoje programy w niższym od zalecanego bitrate. Przykładowo, niemieckie Radio Horeb nadaje z przepływnością 48 kbps, a niektóre programy muzyczne (między innymi BBC Asian Network) nadawane są w Wielkiej Brytanii w jakości 64 kbps mp2, co odpowiada około 50 kbps w standardzie mp3. Liczba ta oznacza siedem razy mniejszą przepływność dźwięku, niż najlepszy jakościowo przekaz dostępny na stronie internetowej nadawcy, mający jakość 360 kbps. Poza tym, w odróżnieniu od stacji FM, które mogą być odbierane z szumami, zakłócenia w odbiorze sygnału lub oddalenie się od nadajnika radia cyfrowego spowodują całkowite przerwanie odbioru. Dodatkowo, do odbioru sygnału DAB+ wymagany jest kompatybilny odbiornik, co powoduje dodatkowy koszt dla odbiorcy przekazu.

## DAB+ w Polsce
Pierwsze testy systemu DAB w Polsce sięgają roku 1996, kiedy to 26 kwietnia rozpoczęto próbne nadawanie z PKiN na częstotliwości 105,360 MHz z mocą 250 W. Na przełomie 1996/1997 roku powstał projekt sieci pracującej na częstotliwości 104 – 108 MHz, natomiast w 1998 roku powstał projekt sieci pracującej w trybie SFN na częstotliwościach 180,064 MHz, 202,928 MHz i 204,640 MHz, jednak nie doczekał się realizacji. W 1999 roku Polskie Radio zainwestowało w kompletny zestaw nadajnika o mocy 400W ERP pracujący w kanale 10B (211,648 MHz), jednak trudności związane z uzyskaniem pozwolenia spowodowały, że emisja nastąpiła dopiero 18 października 2001 roku. Nadawano tylko przez jeden dzień, bowiem sygnał DAB powodował zakłócenia w odbiorze sąsiedniego kanału telewizyjnego.
2 czerwca 2009 roku Polskie Radio Wrocław, Instytut Łączności (oddział we Wrocławiu) oraz firma Emitel rozpoczęły pierwsze w Polsce testy DAB+. W ramach testu uruchomiono transmisję trzech programów. Do celów emisji testowej wybrano blok 5B (176,640 MHz). Nadajnik na obiekcie RTON Wrocław/Żórawina nadawał z mocą 3,4 kW, nadajnik wspomagający (tzw. gap-filler) na Instytucie Łączności przy ul. Swojczyckiej z mocą 100 W. Po kilku latach dalszych prób, przeprowadzanych w kilku ośrodkach nadawczych, technologia DAB+ była już w Polsce wdrażana na dużą skalę, na początku 2016 roku zasięg emisji cyfrowej wynosił 53,8% populacji i 31% powierzchni kraju i rozpoczęły się testy realizowane przez innych nadawców.
Między 2016 a 2019 rokiem nowe kierownictwo Polskiego Radia wstrzymało rozwój technologii DAB+, utrzymując w wywiadach prasowych, iż projekt „jest wątpliwy”, a ilość odbiorców cyfrowych stacji jest „bliska zeru” – wciąż jednak działały uruchomione dotąd stacje oraz emisje sygnału. W 2019 roku uruchomiono jednak przetargi na kolejne lokalizacje, a w październiku 2020 roku uruchomiono dziesięć nowych nadajników. Wdrażanie technologii DAB+ w Polsce wspiera Krajowa Rada Radiofonii i Telewizji. Obecnie emisje można podzielić na realizowane przez Polskie Radio w ramach MUX-R3 (osiągane na terenie całej Polski) oraz inicjatywy prywatne (osiągane lokalnie, na małych obszarach). Obecnie trwa konkurs na ogólnopolski multipleks DAB+ ze stacjami prywatnymi, którego organizacją zajmuje się Krajowa Rada Radiofonii i Telewizji; w jego ramach całe pasmo VHF miałoby zostać przeznaczone wyłącznie dla radiofonii cyfrowej, co oznaczałoby konieczność likwidacji ósmego multipleksu naziemnej telewizji cyfrowej.

### Multipleks Polskiego Radia (MUX-R3)
Ogólnopolska część multipleksu, będąca podstawowym składnikiem regionalnych przekazów zawiera dziewięć stacji, zarówno tych znanych z przekazów radiofonii konwencjonalnych, jak i tych emitowanych głównie w DAB+. Obecnie emitowane w systemie rozgłośnie znajdują się w tabeli.
| Rozgłośnia                | Identyfikator (SId) | Przepływność (bit rate) | Algorytm kompresji | Stereofonia | Emisja UKF FM | Emisja LW AM |
| ------------------------- | ------------------- | ----------------------- | ------------------ | ----------- | ------------- | ------------ |
| Polskie Radio Program I   | 3211                | 112 kbps                | AAC                | tak         | tak           | tak          |
| Polskie Radio Program II  | 3222                | 112 kbps                | AAC                | tak         | tak           | nie          |
| Polskie Radio Program III | 3233                | 96 kbps                 | AAC                | tak         | tak           | nie          |
| Polskie Radio 24          | 32A6                | 64 kbps                 | AAC+               | nie         | tak           | nie          |
| Polskie Radio Czwórka     | 3223                | 96 kbps                 | AAC                | tak         | nie           | nie          |
| Polskie Radio Chopin      | 32A3                | 112 kbps                | AAC                | tak         | nie           | nie          |
| Polskie Radio Dzieciom    | 32A4                | 96 kbps                 | AAC+               | tak         | nie           | nie          |
| Polskie Radio Kierowców   | 32A1                | 96 kbps                 | AAC                | tak         | nie           | nie          |
| Radio Poland              | 332A                | 64 kbps                 | AAC                | nie         | nie           | nie          |
| UR-1                      | 32A2                | 72 kbps                 | AAC                | nie         | tak           | nie          |

Według zapewnień Polskiego Radia z początku procesu cyfryzacji, planowane było uruchomienie adresowanego do osób starszych Radia Retro i popularnonaukowego Radia Eureka. Następnie Polskie Radio proponowało uruchomienie kanału sportowego, ostatecznie jednak podało, iż na razie nie ma planu uruchamiania nowych stacji.
W listopadzie 2017 roku, po dwuletniej przerwie nastąpiła zmiana polegająca na wycofaniu Radia Rytm na rzecz Radia Chopin. W maju 2020 roku Polskie Radio podało informację na temat planowanego na 1 września uruchomienia nowej stacji Polskie Radio Kierowców, dostępnej także poprzez DAB+. Rozgłośnia ostatecznie ruszyła 16 października.
Poza wyżej określonymi rozgłośniami zdarzają się też emisje programów okolicznościowych:
- Radia Chopin (nadawane od 23 września do 23 października 2015) z okazji Konkursu Chopinowskiego[53]
- Radia Gwiazdka (emitujące kolędy i muzykę świąteczną, nadawane od 8 grudnia 2015 roku do 6 stycznia 2016 roku[54]).
- Radia Literatura (nadawane od 22 czerwca do 9 lipca 2018 roku z okazji festiwalu Dwa Teatry w Sopocie)[potrzebny przypis].

Do ogólnopolskiej części multipleksu w zależności od decyzji rozgłośni regionalnej Polskiego Radia, mogą zostać dołożone po dwie dodatkowe stacje na region. Jedną z nich jest dostępna również na UKF antena regionalna, drugą zaś wybrany przez stację program specjalistyczny, na który wydano koncesję (głównie wykorzystywane są koncesje kablowe, na przykład taką posiada Radio Opole 2) przez Krajową Radę Radiofonii i Telewizji. Niektóre stacje regionalne (na przykład Radio Kraków) rozszczepiają swój sygnał między UKF oraz DAB+, oferując dodatkowe programy (na przykład transmisje sportowe). Rozgłośnie gdańska, koszalińska, kielecka, krakowska, olsztyńska, opolska, szczecińska i wrocławska wykorzystują oba miejsca, zaś pozostałe nie wykorzystują miejsca dla stacji tematycznej. Po uruchomieniu kolejnej transzy nadajników w październiku 2020 multipleks emitowano z trzydziestu pięciu miejsc.

### Koncesjonowane multipleksy lokalne
W maju 2019 KRRiT ogłosiła 7 konkursów na nadawanie w multipleksach lokalnych w Częstochowie, Katowicach, Poznaniu, Rzeszowie, Tarnowie, Toruniu i Warszawie. Do konkursu oprócz stacji lokalnych zgłosiły się radio muzo.fm i Wirtualna Polska. Zostały one rozstrzygnięte w okresie od października do listopada 2019 roku, a koncesje przyznano Radiu Bezpieczna Podróż, radiu Open.fm, Radiu Profeto i radiu muzo.fm we wszystkich 7 multipleksach z wyjątkiem radia muzo.fm w przypadku Tarnowa oraz Trendy Radiu w Tarnowie, Waszemu Radiu FM w Poznaniu, Radiu Leliwa w Rzeszowie, Mega Radiu, Disco Radiu i Radiu Nuta w Warszawie, Częstochowie, Poznaniu i Katowicach oraz Radiu Kolor w Warszawie, Radiu Express w Katowicach i Częstochowie, Radiu Fiat i Radiu Jasna Góra w samej Częstochowie. Z kolei w lipcu 2021 roku ogłoszono operatorów tych lokalnych multipleksów - spółka DABCOM została operatorem multipleksów w Częstochowie, Katowicach, Poznaniu, Tarnowie i Warszawie, a spółka PSN Infrastruktura została operatorem multipleksów w Rzeszowie i Toruniu.
W okresie od stycznia do lutego 2022 roku uruchomiona została emisja pierwszych 7 multipleksów lokalnych - jako pierwszy został uruchomiony multipleks w Tarnowie, następnie zostały uruchomione multipleksy w Rzeszowie i Toruniu, co zmusiło Telewizję Kablową Toruń do zmiany częstotliwości niektórych kanałów.  Potem uruchomiono multipleksy w Częstochowie, Warszawie i Poznaniu. Jako ostatni został uruchomiony multipleks w Katowicach.

### Pozostałe emisje
W 2015 roku odbyły się konsultacje społeczne dotyczące możliwości emisji w Polsce kolejnych dwóch multipleksów radiowych, tym razem przeznaczonych na rozgłośnie komercyjne, jednakże nie pojawiły się jeszcze informacje dotyczące ewentualnego uruchomienia multipleksów. Poza Polskim Radiem emisję swoich programów w systemie DAB+ testują inni nadawcy – w styczniu 2016 roku pierwszą rozgłośnią niepubliczną testującą sygnał DAB+ była rozgłośnia RDN Małopolska, a w 2020 roku liczba emisji realizowanych przez rozgłośnie niepubliczne wynosiła dziesięć.